# Episodi di Runaways (prima stagione)
La prima stagione della serie televisiva Runaways, composta da 10 episodi, è stata pubblicata negli Stati Uniti, da Hulu, dal 21 novembre 2017 al 9 gennaio 2018.
In Italia la stagione è stata pubblicata a partire dal 15 novembre al 13 dicembre 2018 su TIMvision. In chiaro, la stagione è stata trasmessa in prima visione su Rai 4 dal 13 giugno al 4 luglio 2019. La serie è stata anche distribuita su Disney+ il 12 novembre 2019 e in Italia il 24 marzo 2020.
| nº | Titolo originale | Titolo italiano | Pubblicazione USA | Pubblicazione Italia |
| -- | ---------------- | --------------- | ----------------- | -------------------- |
| 1  | Reunion          | Riunione        | 21 novembre 2017  | 15 novembre 2018     |
| 2  | Rewind           | Riavvolgi       | 21 novembre 2017  | 15 novembre 2018     |
| 3  | Destiny          | Destiny         | 21 novembre 2017  | 22 novembre 2018     |
| 4  | Fifteen          | Quindici        | 28 novembre 2017  | 22 novembre 2018     |
| 5  | Kingdom          | Regno           | 5 dicembre 2017   | 29 novembre 2018     |
| 6  | Metamorphosis    | Metamorfosi     | 12 dicembre 2017  | 29 novembre 2018     |
| 7  | Refraction       | Rifrazione      | 19 dicembre 2017  | 6 dicembre 2018      |
| 8  | Tsunami          | Tsunami         | 26 dicembre 2017  | 6 dicembre 2018      |
| 9  | Doomsday         | Doomsday        | 2 gennaio 2018    | 13 dicembre 2018     |
| 10 | Hostile          | Ostili          | 9 gennaio 2018    | 13 dicembre 2018     |

## Riunione
- Titolo originale: Reunion
- Diretto da: Brett Morgen
- Scritto da: Josh Schwartz e Stephanie Savage

### Trama
Una ragazza di nome Destiny viene "salvata" da due membri della Chiesa di Gibborim da due borseggiatori che stavano cercando di violentarla. Sei mesi dopo, gli amici Alex Wilder, Nico Minoru, Chase Stein, Gert Yorkes, Karolina Dean e Molly Hernandez si sono separati dopo la morte della sorella di Nico, Amy, avvenuta due anni prima. Alex usa una riunione del gruppo dei loro genitori chiamato Pride per contattare gli altri e tornare amici, ma gli altri rifiutano. Cambieranno poi idea più tardi. Chase ha un appuntamento con Gert per migliorare il suo spagnolo, ma preferisce andare ad una festa con i suoi nuovi amici; qui incontra Karolina, anche lei alla festa, che rimuove il suo bracciale della Chiesa di Gibborim e vede le sue mani risplendere per poi perdere conoscenza rischiando di essere violentata. Chase interviene e la salva dal venire stuprata picchiando i suoi nuovi amici. Gert va a prendere la sorella Molly che ha scoperto di avere dei superpoteri e che i genitori hanno una creatura nascosta nel laboratorio seminterrato. Nico decide di andare da Alex dopo aver fallito a contattare lo spirito della sorella con un rituale sulla spiaggia. La riunione è strana e i ragazzi si accusano di varie cose; tuttavia, cercando da bere nello studio del padre di Alex, scoprono un passaggio segreto che li conduce a osservare i loro genitori sacrificare Destiny in un rituale. Mentre i ragazzi osservano la scena di nascosto Molly decide di fare una foto ma il suo flash è notato dai genitori costringendo i ragazzi ad andare via per non farsi vedere.

## Riavvolgi
- Titolo originale: Rewind
- Diretto da: Roxann Dawson
- Scritto da: Josh Schwartz & Stephanie Savage

### Trama
L'episodio ripercorre quanto visto nel primo episodio (perlopiù) dal punto di vista dei genitori dei ragazzi.
Prima del rito, Geoffrey Wilder aveva affrontato un vecchio socio del suo tempo da criminale, minacciandolo di interferire con il progetto di costruzione del Pride; Victor Stein aveva problemi a testare il contenitore utilizzato nel rituale; Leslie Dean aveva convinto Destiny a non lasciare la Chiesa di Gibborim fino a quando non avesse raggiunto lo stadio di "Ultra", che coinvolge l'allora imminente rituale segreto; suo marito Frank, un attore che non è un membro del Pride, ha perso il suo agente a causa del suo ruolo di cofondatore della Chiesa. Il gruppo è riluttante a sacrificare qualcuno della stessa età dei propri figli, ma va comunque avanti. Quando vedono il flash, corrono per indagare, ma sono convinti dai bambini che ci fosse un problema elettrico in casa. Geoffrey in seguito trova la forcina di Molly fuori dall'ingresso del passaggio segreto, mentre Victor si rende conto che il suo contenitore ha funzionato male e Destiny è ancora viva al suo interno. Nel frattempo, Frank tenta senza successo di entrare nello studio privato di Leslie, dove una figura decrepita giace in un altro dei contenitori di Victor.

## Destiny
- Titolo originale: Destiny
- Diretto da: Nina Lopez-Corrado
- Scritto da: Kalinda Vazquez

### Trama
A Karolina viene detto che Destiny è ufficialmente a Londra per un viaggio in chiesa. Nico indaga sullo strano oggetto dei genitori, ma non è in grado di controllarne il potere e chiama Alex per chiedere aiuto. Chase e Gert usano alcune delle invenzioni di Victor per cercare Destiny nella casa degli Stein, e poi scoprono che la creatura nella casa degli Yorkes è un dinosauro geneticamente modificato dai genitori di Gert. Tina e Robert Minoru tentano di affrontare il loro matrimonio in deterioramento, a causa della morte di Amy, ma finisce con Robert che continua una relazione segreta con Janet Stein, e Tina che torna a casa per trovare Nico e Alex (che fingono di essere romanticamente e sessualmente coinvolti per evitare sospetti, ma in seguito iniziano ad amarsi sinceramente). Catherine Wilder affronta Molly, ma quest'ultima mente, dicendo che era andata di nascosto a rubare alcol per gli altri ragazzi. Catherine promette di raccontare a Molly dei suoi genitori, morti in un incendio quando Molly era giovane (i membri del Pride si sono incolpati a vicenda per averlo fatto). Gli Yorkes hanno intenzione di trasferirsi con Gert, Molly e il loro dinosauro in un remoto ranch nello Yucatan ora che il Pride è finito, ma poi viene ritrovato il corpo di Destiny.

## Quindici
- Titolo originale: Fifteen
- Diretto da: Ramsey Nickell
- Scritto da: Tamara Becher-Wilkinson

### Trama
Il Pride tiene una riunione di emergenza, anche se gli Yorkes stanno cercando il loro dinosauro scomparso. Victor si assume la responsabilità del sacrificio fallito; così lui e Robert vanno a trovare una nuova vittima per ripetere il sacrificio. Tentano di rapire un senzatetto, ma combinano un pasticcio e vengono arrestati. Karolina è etichettata come una "facile" a scuola e a Chase viene detto di scusarsi con la sua squadra di lacrosse e con il ragazzo che ha ferito quando ha impedito loro di violentarla. Non accetta di farlo e lascia la squadra. Karolina rivela a Chase come il suo corpo brilla senza il suo braccialetto. Anche lei e Gert cercano prove dell'innocenza dei loro genitori, ma con l'aiuto di Alex si rendono conto che Leslie ha selezionato per anni persone della sua chiesa da sacrificare. Questo non include Amy, che sembrava essersi suicidata, anche se Nico crede che sia stata uccisa dal Pride. Va alla polizia, ma se ne va quando vede Victor e Robert parlare con un poliziotto apparentemente sul loro libro paga. Gli Yorkes trovano il dinosauro, che fa quello che Gert le dice di fare, e vengono minacciati da Tina che sa dello Yucatan. Alex viene rapito.

## Regno
- Titolo originale: Kingdom
- Diretto da: Jeffrey W. Byrd
- Scritto da: Rodney Barnes & Michael Vukadinovich

### Trama
In un flashback, Geoffrey fa un accordo con il misterioso Jonah per acquistare un terreno e deve convincere il suo compagno di cella Darius a prendersi la colpa per aver sparato a qualcuno per uscire di prigione. Nel presente, Darius ha rapito Alex come riscatto per Geoffrey per pagare un milione di dollari. Nico convince Karolina, Gert, Molly e Chase a venire in soccorso, usando il bastone per trovare Alex. Geoffrey si presenta con gli ufficiali della polizia di Los Angeles per eliminare Darius e i suoi uomini; Alex spara ad Andre, uno degli scagnozzi di Darius, ma viene nuovamente catturato. Gli amici di Alex si presentano e usano le loro nuove abilità costringendo Darius a correre via. Alex torna da Geoffrey, che gli dice di tornare a casa mentre prepara Andre per il sacrificio. I ragazzi irrompono nella stanza segreta, solo per rendersi conto che il Pride ha spostato il sacrificio da qualche altra parte. Tina rivela a Nico di sapere che lei ha usato il bastone, ma le permette di usarlo. La macchina del tempo di Victor mostra Los Angeles che si sgretola nel futuro. Frank non riesce a raggiungere il grado Ultra. Il sacrificio questa volta riesce, rivelando che l'uomo che il Pride stava facendo rivivere è Jonah, che chiede a Leslie di incontrare "lei".

## Metamorfosi
- Titolo originale: Metamorphosis
- Diretto da: Patrick Norris
- Scritto da: Kalinda Vazquez

### Trama
Jonah fa registrare tutti i genitori durante il loro primo sacrificio in modo da tenerli sotto controllo e impedire loro di lasciare il Pride. Il Pride ospita il loro gala annuale e i ragazzi usano il tempo per scaricare filmati dei precedenti sacrifici dai server dei Minoru. Gert entra in una confessione intima tra Karolina e Nico e chiede a Karolina se le piace Nico. Karolina ignora il suo commento e le dice che le sarebbe piaciuto fosse così perché avrebbe permesso alla stessa Gert di stare con Chase. Mentre è ubriaca sul tetto, Karolina scopre di poter volare e Chase la bacia, cosa che fa con calma. Alex e Nico irrompono nell'ufficio di Tina per ottenere il filmato, facendo diventare Nico sospettosa di lui dato che azzecca la password piuttosto facilmente. Durante il discorso dei membri del Pride, Victor rivela la sua conoscenza dell'appuntamento tra Robert e Janet e crolla a causa del suo tumore al cervello. Jonah usa la sua medicina sperimentale per rianimarlo, rendendolo felicemente euforico con la sua famiglia. Frank sembra sapere della relazione segreta di Leslie e Jonah, ma tiene queste informazioni per sé. Molly, nel tentativo di saperne di più sui suoi genitori, lascia accidentalmente sfuggire a Catherine la sua conoscenza del Pride.
- Citazioni e riferimenti: l'autista della limousine che porta i ragazzi al gala è impersonato da Stan Lee

## Rifrazione
- Titolo originale: Refraction
- Diretto da: Peter Hoar
- Scritto da: Quinton Peeples

### Trama
Victor vede un messaggio di Chase dal futuro che gli dice di non prendere i fistigons (i guanti high-tech fatti da Victor insieme al figlio). Frank ottiene guanti curativi da Jonah, facendo insospettire Leslie. Molly si allontana dagli altri e cerca di unirsi alle cheerleader, ma trova conforto nell'amicizia di Karolina con lei. Dale e Stacy scoprono che la cura di Jonah rende le persone iperattive ed euforiche, ma provoca loro una sbornia prolungata. A una open house, Leslie convince Janet a rompere con Robert, la donna è d'accordo a causa del cambiamento di comportamento di Victor e chiede a Tina di riprendersi Robert. Geoffrey e Catherine dicono a Dale e Stacy che devono fare qualcosa per Molly poiché lei sa delle attività del Pride. Dicono a Molly che sta per essere mandata via, il che la fa arrabbiare. Gert la conforta e la convince ad andarsene per tenere il gruppo al sicuro. Frank scopre che Jonah vive da molto tempo e finalmente affronta Leslie su ciò che lei e Jonah hanno fatto. Nico costringe Alex a rivelare come conosceva la password di Tina. Victor diventa improvvisamente di nuovo violento e attacca suo figlio con i fistigons, solo per essere colpito da Janet con un proiettile che lo riduce in gravi condizioni.

## Tsunami
- Titolo originale: Tsunami
- Diretto da: Millicent Shelton
- Scritto da: Rodney Barnes & Michael Vukadinovich

### Trama
Victor sanguina quando i membri del Pride arrivano per cercare di medicarlo, anche se ciò si rivela inefficace e finisce in coma. Leslie chiama Frank e gli fa usare i suoi guanti curativi, ma falliscono e Victor muore. Tina contatta Jonah, che ordina loro di sacrificare Janet per Victor, facendo discutere i membri del Pride. Robert decide invece di sacrificarsi, ma Tina distrugge il baccello, riaffermando la sua devozione a lui. Victor viene portato via per essere rianimato più tardi. Karolina decide di dire a Frank tutto quello che sa sul Pride, portandolo dalla sua parte. Alex rivela a un'arrabbiata Nico che era a conoscenza delle attività da ficcanaso di Amy e gli è stato detto di mantenere segrete le sue informazioni. Molly finisce per vivere con la sua parente, Graciela, che le dà una lettera contenente una chiave. La conduce a un armadietto con un nastro VHS. Nico trova le cose di Amy e Alex riesce a ottenere il filmato dei loro genitori, ma il suo laptop viene distrutto da Chase perché il Pride è l'unica speranza che ha di salvare suo padre. In un flashback, Amy apprende da Alex che il suo laptop è stato violato e confida le sue scoperte a Kincaid. Amy cerca di scappare di casa, ma viene catturata da un uomo ignoto.

## Doomsday
- Titolo originale: Doomsday
- Diretto da: Jeremy Webb
- Scritto da: Jiehae Park & Kendall Rogers

### Trama
Dieci anni prima, Leslie uccide Gene e Alice Hernandez con una bomba mentre Tina ascolta al telefono. Molly sopravvive a causa delle strane rocce luminose che tiene in mano. Nel presente, Janet copre l'assenza di Victor al pubblico mentre Jonah assegna ai restanti membri del Pride il suo piano attuale: utilizzare la società di perforazione di Geoffrey per scavare un buco sotto Los Angeles. Darius controlla l'area e esprime i suoi sospetti a sua moglie. Molly ritorna nel gruppo con il nastro VHS, che contiene un video dei suoi genitori che la avvertono delle attività del Pride. I ragazzi decidono di usare il ballo della scuola come copertura per infiltrarsi nel sito di perforazione. Prima di partire, Gert e Chase fanno sesso mentre Karolina bacia Nico, rivelando i suoi sentimenti per lei. Frank rivela tutto quello che sa a Jonah, che comunica il fatto che i ragazzi sanno tutto ai loro genitori. I ragazzi arrivano al sito di perforazione e riescono a fermare il trapano. I membri del Pride arrivano per confrontarsi con i loro figli, che hanno finalmente deciso di prendere posizione. I ragazzi rivelano i loro poteri e i genitori sono scioccati.

## Ostili
- Titolo originale: Hostile
- Diretto da: Marc Jobst
- Scritto da: Quinton Peeples

### Trama
Karolina viene rapita da Jonah mentre il resto dei Runaways si nasconde. Arrivano nei boschi fuori Los Angeles e Gert lascia andare il suo dinosauro, ora chiamato Vecchi Merletti. Trovando nuovi travestimenti, Chase e Molly si intrufolano nella Chiesa di Gibborim per salvare Karolina mentre Alex aspetta fuori e sente i suoi genitori che annunciano la loro intenzione di trovarlo da soli. Leslie e gli Yorkes scoprono che Jonah sta cercando qualcosa di "vivo". Leslie rivela di essere stata indirettamente responsabile della morte di Amy e di non essere sicura della lealtà di Frank. Riesce a convincere gli Yorkes, i Minoru e Janet a unirsi a lei nell'uccisione di Jonah. Alex fa un patto con Darius, raccontandogli tutto sul Pride. In cambio, Darius dà ad Alex centinaia di dollari e una pistola. Jonah pianifica la sua prossima mossa con Frank sul corpo di Victor e rivela che ha bisogno di un altro sacrificio. I Runaways arrivano a una fermata dell'autobus e si riuniscono con Vecchi Merletti, ma sono costretti a correre vedendo che sono stati incastrati per l'omicidio di Destiny.